# Wattignies
Wattignies – miejscowość i gmina we Francji, w regionie Hauts-de-France, w departamencie Nord.
Według danych na rok 1990 gminę zamieszkiwały 14 533 osoby, a gęstość zaludnienia wynosiła 2303 osób/km² (wśród 1549 gmin regionu Nord-Pas-de-Calais Wattignies plasuje się na 43. miejscu pod względem liczby ludności, natomiast pod względem powierzchni na miejscu 568.).

## Miasta partnerskie
- Broadstairs
- Rodenkirchen